# TMEM56
TMEM56 (англ. Transmembrane protein 56) – білок, який кодується однойменним геном, розташованим у людей на 1-й хромосомі. Довжина поліпептидного ланцюга білка становить 263 амінокислот, а молекулярна маса — 30 041.
| 10         |  | 20         |  | 30         |  | 40         |  | 50         |
| ---------- |  | ---------- |  | ---------- |  | ---------- |  | ---------- |
| MEINTKLLIS |  | VTCISFFTFQ |  | LLFYFVSYWF |  | SAKVSPGFNS |  | LSFKKKIEWN |
| SRVVSTCHSL |  | VVGIFGLYIF |  | LFDEATKADP |  | LWGGPSLANV |  | NIAIASGYLI |
| SDLSIIILYW |  | KVIGDKFFIM |  | HHCASLYAYY |  | LVLKNGVLAY |  | IGNFRLLAEL |
| SSPFVNQRWF |  | FEALKYPKFS |  | KAIVINGILM |  | TVVFFIVRIA |  | SMLPHYGFMY |
| SVYGTEPYIR |  | LGVLIQLSWV |  | ISCVVLDVMN |  | VMWMIKISKG |  | CIKVISHIRQ |
| EKAKNSLQNG |  | KLD        |  |            |  |            |  |            |

A: Аланін

C: Цистеїн

D: Аспарагінова кислота

E: Глутамінова кислота

F: Фенілаланін

G: Гліцин

H: Гістидин

I: Ізолейцин

K: Лізин

L: Лейцин

M: Метіонін

N: Аспарагін

P: Пролін

Q: Глутамін

R: Аргінін

S: Серин

T: Треонін

V: Валін

W: Триптофан

Задіяний у такому біологічному процесі, як ацетилювання. 
Локалізований у мембрані.